# Halogeenlamp

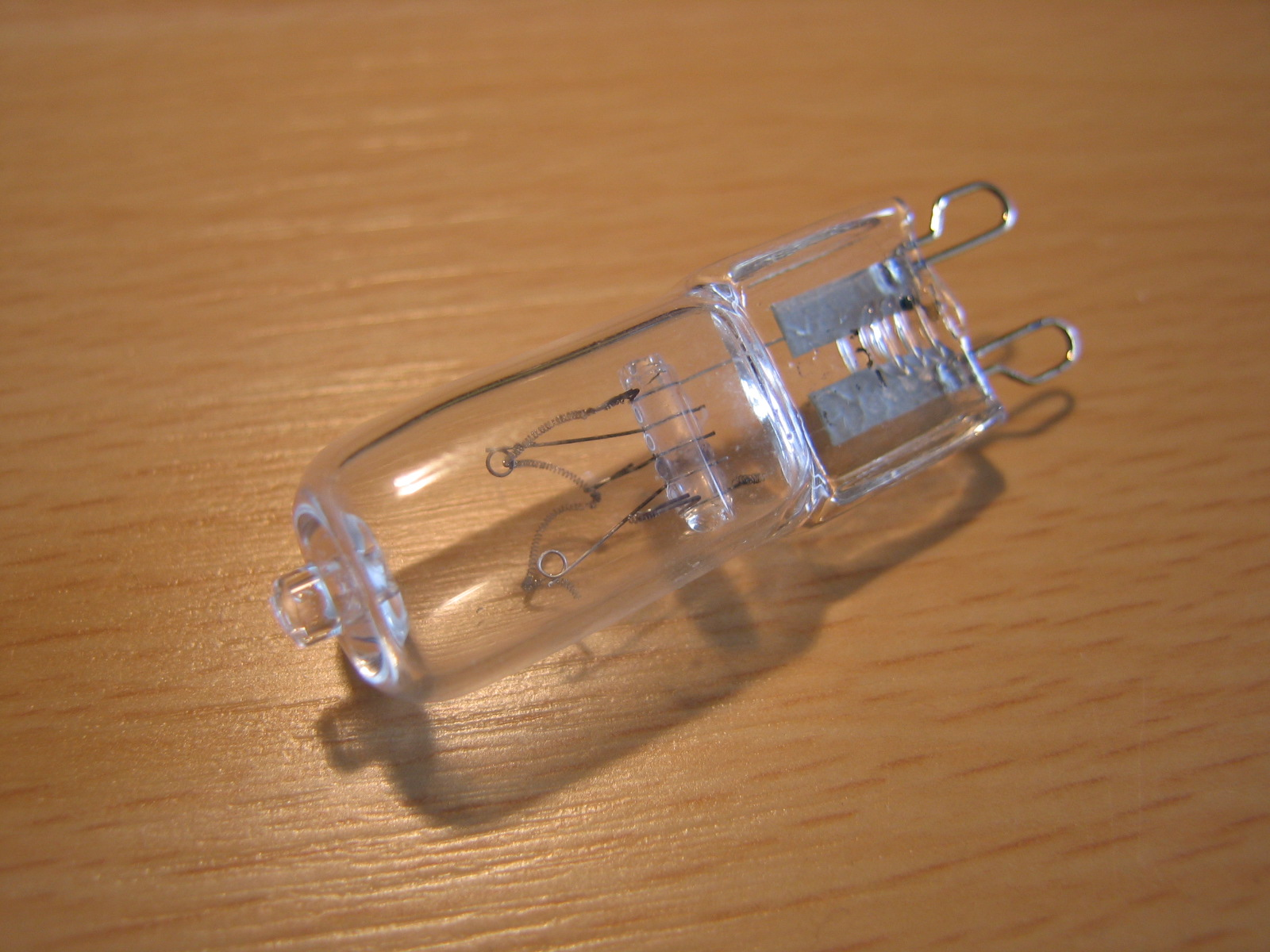
Losse (kapotte) 230 volt, 25 watt halogeenlamp met een G9 aansluiting

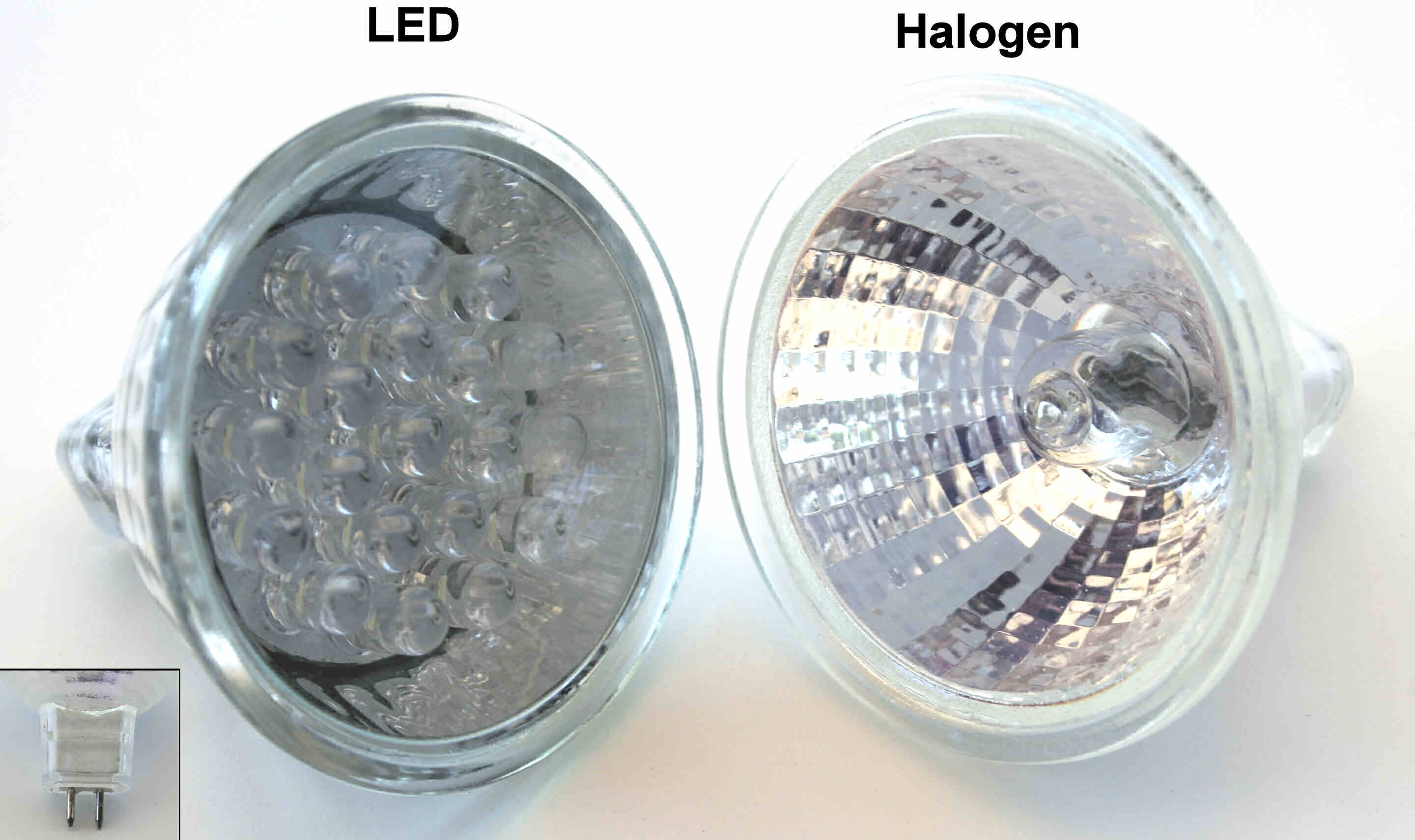
Een ledlamp en een halogeenlamp met reflector en bipin-voet

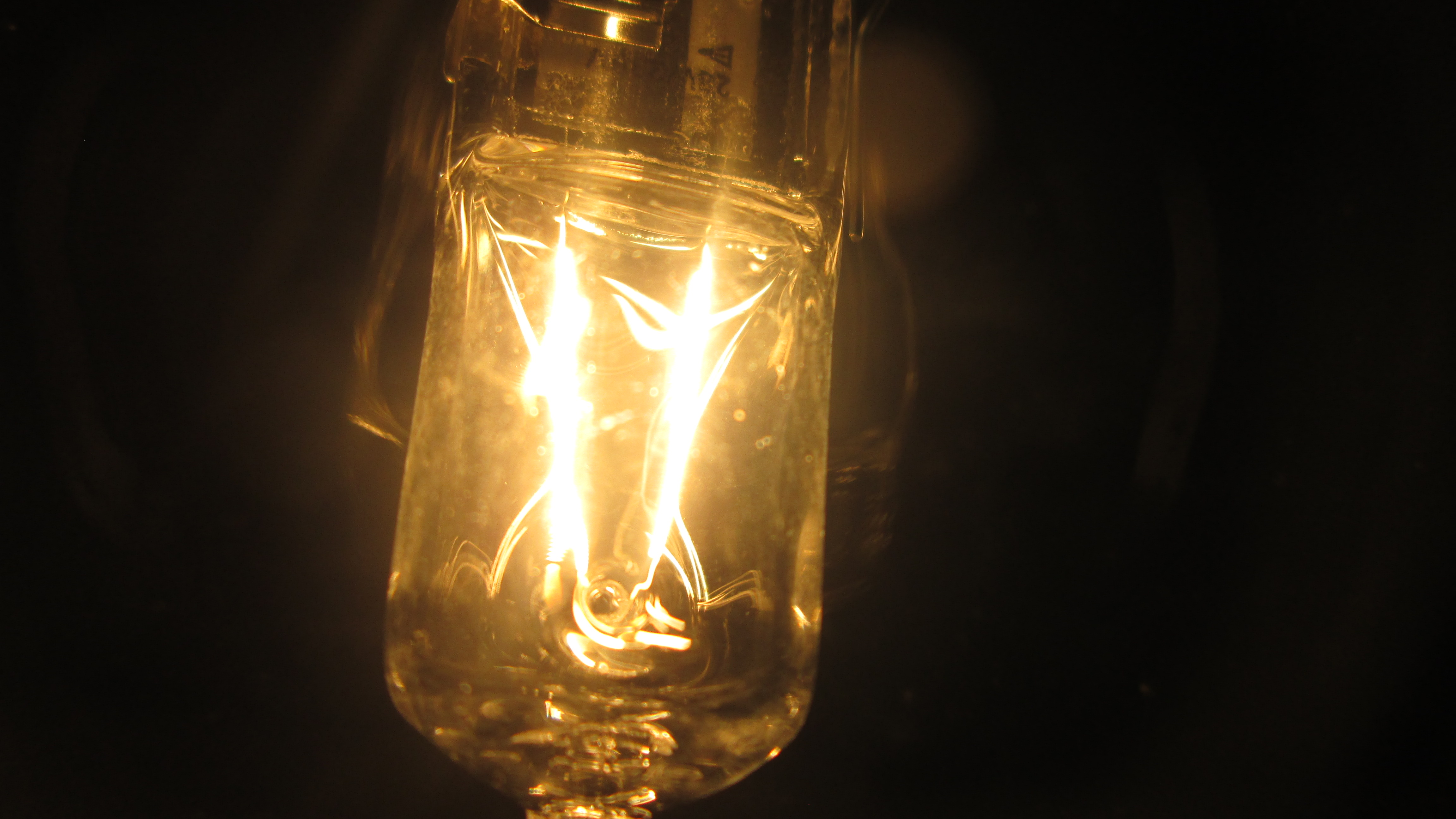
Brandende halogeenlamp

Een halogeenlamp is een gloeilamp waarvan de ballon gevuld is met een inert gas onder hoge druk. Aan dit gas wordt een kleine hoeveelheid halogeen (broom of jodium) toegevoegd, waaraan de lamp zijn naam ontleent. Een halogeenlamp heeft een wat hoger rendement (lichtopbrengst per hoeveelheid toegevoerde energie) en een langere levensduur dan een gloeilamp, maar veel minder rendement dan modernere typen lampen, zoals de ledlamp. Hij mag daarom sinds 1 september 2018 in de Europese Unie niet meer worden verkocht.
Het principe van levensduurverlenging door toevoeging van halogenen berust op het Van Arkel-de Boerproces. Bij dit proces ontstaat een chemische reactie, waardoor het verdampte wolfraam van de gloeidraad steeds weer op de gloeidraad wordt teruggebracht.
De aan een gloeilamp toegevoerde elektriciteit wordt omgezet in warmte. De gloeidraad van de lamp straalt deze warmte uit door elektromagnetische straling. Het spectrum van dat licht is afhankelijk van de temperatuur; het infrarode deel van het spectrum is voor mensen onzichtbaar. Naarmate de gloeidraad heter is, hoe groter het zichtbare deel van het uitzendspectrum wordt, en dus hoe hoger het rendement. Bovendien wordt het licht witter.

## Types
Er zijn verschillende soorten halogeenlampen, die verschillen in de gebruikte fitting.  De ANSI heeft voor halogeenlampen diverse standaards uitgegeven waaronder de MR16, MR11 en MR8. De IEC geeft normen voor halogeenvoeten zoals de bipinvoet en de bajonetvoet.
- Schroeffitting, in twee types, Grote fitting (E27), 27 mm breed, en Kleine fitting (E14), 14 mm breed.
- GU10. Twee korte pinnetjes met voetjes. Deze worden in de fitting gestoken en daarna een kwartslag gedraaid. Meestal gebruikt als spotje.
- G9, twee pinnetjes, elk in de vorm van een lus.
- Steekfitting, die bestaan uit twee dunne pinnetjes. Deze lampen werken meestal op 12 Volt. Er zijn verschillende maten:
  - MR11 = GU4 = G4 afstand tussen de pinnetjes 4 mm
  - MR16 = GU5.3 afstand tussen de pinnetjes 5,3 mm
  - AR111 = G53 afstand tussen de pinnetjes 53 mm

## Vergelijking met traditionele gloeilamp
De levensduur van de gloeilamp stelt een grens aan de temperatuur. Het metaal van de gloeidraad verdampt na verloop van tijd, dit resulteert in een vermindering van de lichtopbrengst met 10 à 20%. Als er door fluctuaties in de verdamping een dunne plek in de gloeidraad ontstaat neemt de stroomdichtheid, en daarmee de temperatuur, ter plaatse toe. Daardoor verdampt het metaal op de dunne plek sneller en op den duur brandt de gloeidraad door. Dit gebeurt vanzelfsprekend eerder naarmate de temperatuur van de gloeidraad hoger is. Daar komt bij dat het metaal van de verdampende gloeidraad neerslaat op het lampglas. Dit wordt hierdoor donkerder, waardoor de lichtopbrengst minder wordt.
In een halogeenlamp worden diverse principes gecombineerd om de levensduur van de gloeidraad te verlengen en de lichtopbrengst te verhogen. In de eerste plaats is de lamp gevuld met een inert gas onder hoge druk (> 20 atmosfeer). Dit gaat de verdamping van de gloeidraad tegen. Om zo'n hoge druk te kunnen weerstaan moet de ballon van de lamp zeer klein zijn. Dat schept twee problemen: ten eerste wordt het lampglas zeer heet en ten tweede wordt de lampballon - ondanks de gereduceerde verdamping - toch nog snel zwart. Voor de lampballon wordt dan ook een speciaal hittebestendig kwartsglas gebruikt.
Aan het inerte gas wordt voorts een kleine hoeveelheid halogeen (gewoonlijk broom) toegevoegd. Het halogeen reageert met de metaaldamp en vormt een metaalhalogenide. Deze verbinding slaat niet neer op de glazen ballon zolang die heet genoeg is (> 240 °C). Bij een veel hogere temperatuur, zoals die van de gloeidraad, ontleedt de verbinding in metaal en halogeen.
Door het inerte gas onder hoge druk, gecombineerd met deze zelf-reparatie zouden halogeenlampen een veel langere levensduur kunnen hebben dan gloeilampen, maar het is economischer om ze op een hogere temperatuur te laten werken zodat ze meer (en witter) licht geven.
Halogeenlampen worden veel heter dan conventionele gloeilampen. Als men ze met de vingers beetpakt kunnen hierdoor organische resten (vette vingers) op de lamp komen die bij het branden door verkoling bruine vlekken geven. Deze donkere resten zorgen voor een grotere verhitting van de lamp die de levensduur sterk verkort.
| Lichtstroom | Vergelijking elektrisch vermogen | Vergelijking elektrisch vermogen | Vergelijking elektrisch vermogen | Vergelijking elektrisch vermogen |
| Lichtstroom | ledlamp                          | spaarlamp                        | gloeilamp                        | halogeenlamp                     |
| 50 lm       | 1 W                              |                                  | 7 W                              |                                  |
| 100 lm      | 1,2 W                            |                                  | 15 W                             |                                  |
| 150 lm      |                                  |                                  |                                  | 18 W                             |
| 200 lm      | 2 W                              | 5 W                              | 25 W                             |                                  |
| 300 lm      | 3 W                              |                                  |                                  | 28 W                             |
| 400 lm      | 4 W                              | 8 W                              | 40 W                             |                                  |
| 500 lm      | 5,5 W                            |                                  |                                  |                                  |
| 600 lm      | 6 W                              | 11 W                             |                                  | 42 W                             |
| 700 lm      |                                  | 13 W                             | 60 W                             |                                  |
| 800 lm      |                                  | 15 W                             |                                  |                                  |
| 850 lm      |                                  |                                  |                                  | 52 W                             |
| 900 lm      | 8 W                              | 16 W                             | 75 W                             |                                  |
| 1000 lm     | 11 W                             |                                  |                                  |                                  |
| 1100 lm     |                                  | 18 W                             |                                  |                                  |
| 1300 lm     |                                  | 22 W                             | 100 W                            | 70 W                             |
| 1500 lm     | 18 W                             | 25 W                             |                                  |                                  |
| 1800 lm     | 20 W                             | 28 W                             |                                  |                                  |
| 1900 lm     |                                  |                                  |                                  | 105 W                            |
| 2100 lm     |                                  | 33 W                             | 150 W                            |                                  |

## Laagspanningshalogeen
Naast de, vaak buisvormige, 230 V-halogeenlampen is vooral de kleine laagspanningshalogeenlamp (12 V) populair geworden. Bij dit type worden de bovenstaande maatregelen om de gloeidraad te sparen gecombineerd met nog een derde principe: een lamp die op lage spanning werkt heeft (bij hetzelfde vermogen en lengte) een dikkere gloeidraad. Daardoor gaat hij vanzelfsprekend langer mee, of hij kan heter gemaakt worden bij dezelfde levensduur. (Dit geldt overigens voor alle laagspanningslampen, dus niet alleen voor halogeenlampen.)
Door dit principe te combineren met het bovenstaande ontstaat een zeer klein lampje, met een korte, dikke gloeidraad, dat nog iets rendabeler is en nog iets witter licht geeft. Nadeel is dat er (bij voeding uit het lichtnet) altijd een transformator met een lineaire voeding of schakelende voeding nodig is, met de daaruit volgende energieverliezen.
Een belangrijk voordeel van dit type lamp is dat hij zo klein is; het licht is gemakkelijk te bundelen. Typen met een ingebouwde (efficiënte) reflector zijn volop te koop. Ze zijn goed geschikt als leeslamp of accentverlichting.

## HIR
In 2003 kwamen de eerste halogeenlampen op de markt met HIR-technologie (Halogen Infra Red). Dit zijn laagspanningslampen met ingebouwde reflector. De reflector weerkaatst de infrarode warmtestraling terug naar de gloeidraad, en helpt zo mee om de temperatuur van de draad hoog te houden; de warmtestraling wordt als het ware "hergebruikt". Het rendement van dit type is dan ook aanzienlijk hoger (tot ca. 40 lm/W)

## Cijfers
Voor een normale gloeilamp wordt als beste compromis een kleurtemperatuur van 2800 K aangehouden, wat een levensduur geeft van ca. 1000 uur.
Bij een laagspanningshalogeenlamp wordt een kleurtemperatuur van 3200 K aangehouden. Dat betekent een hoger rendement: ca. 15 à 20%. De nieuwste lampen met HIR-technologie komen op ca. 30%. Ter vergelijking: het rendement van een spaarlamp is ca. 40%, van een tl-buis 65%.
argandse lamp ·
booglamp ·
carbidlamp ·
CCFL ·
davylamp ·
EEFL ·
elektrodeloze lamp ·
elektronenflitser ·
filmzon ·
flitser ·
fluorescentielamp ·
gaslicht ·
gasontladingslamp ·
gloeilamp ·
halogeenlamp ·
hefnerlamp ·
hogehelderheidsled ·
jablochkoff-kaars ·
kaars ·
kalklicht · 
knijpkat ·
kwiklamp ·
lantaarn ·
ledlamp ·
menglichtlamp ·
metaalhalidelamp ·
natriumlamp ·
neonlamp ·
nernstlamp ·
olielamp ·
petroleumlamp ·
spaarlamp ·
tl-buis ·
xenonlamp ·
zaklantaarn